# Festival de films francophones Cinemania
 (juillet 2025).
Le Festival de films francophones Cinemania est un festival de films francophones qui se déroule à Montréal (Canada) au début du mois de novembre.
Fondé en 1995, l'événement est dirigé par Guilhem Caillard depuis mars 2014. Le conseil d'administration de l'organisme est présidé par Pierre Roy.
Cinemania se déroule au Cineplex Quartier Latin, à la Cinémathèque québécoise, Cinéma du musée, Théâtre Outremont et au Cinéma du Parc à Montréal.
Chaque année durant 11 jours, plus de 60 films sont présentés en premières nord-américaines, canadiennes ou québécoises.
En parallèle de sa programmation régulière, Cinemania organise des projections gratuites tous les étés dans les parcs de Montréal, reprenant des succès de l'édition précédente, en partenariat avec différents organismes culturels de la ville,.

## Historique

### Les débuts
En novembre 1990, la Montréalaise anglophone Maidy Teitelbaum lance Cinemania à Montréal en s'inspirant de la Semaine du cinéma français de Sarasota (Floride, créée en 1989). À l'époque, cet événement représente un rendez-vous majeur pour les professionnels français de l'industrie désireux de percer le marché américain. Sur place, Maidy Teitelbaum se rapproche des organisateurs et rencontre le producteur et directeur d'Unifrance, Daniel Toscan du Plantier. Le projet se met en place sous la forme d'un organisme à but non lucratif siégeant à Montréal.
La première édition de Cinemania se déroule du 1er au 5 novembre 1995 au Musée des beaux-arts de Montréal, avec le soutien d'entreprises issues du secteur privé. « Notre festival n'a pas connu un succès éclatant au début, mais on savait que ça prendrait du temps à trouver notre rythme de croisière » se rappelle Maidy Teitelbaum en 2015.
En 1998, le festival crée son premier prix du public grâce au soutien de Mel Hoppenheim, remettant une bourse de 5 000 $ au film de la programmation ayant récolté le plus de votes parmi les spectateurs,. C'est la comédie de James Huth, Serial Lover, qui remporte la récompense en premier.
Avec sa quatrième édition, la durée de Cinemania passe de six jours à onze.

### Années 2000
En octobre 2005, Cinemania accueille une nouvelle directrice générale, Geneviève Royer, ancienne critique de cinéma à la radio anglaise de Radio-Canada,.
La 10e édition du festival s'ouvre en présence du cinéaste franco-roumain Radu Mihaileanu qui présente son dernier film Va, vis et deviens.
En 2006, Cinemania déménage dans une salle à grande capacité. Maidy Teitelbaum choisit alors le cinéma Impérial. Construite en 1917, c'est la salle de cinéma la plus ancienne de la ville et peut accueillir jusqu'à 840 spectateurs. Le 13 septembre 2006, le ministre français de la Culture, Renaud Donnedieu de Vabres, honore Maidy Teitelbaum en la nommant Chevalier de l'ordre des Arts et des Lettres.
En mars 2008, Cinemania accueille au sein de son conseil d’administration les cinéastes Bertrand Tavernier et Radu Mihaileanu. Le 16 juin 2008, Maidy Teitelbaum reçoit la médaille Beaumarchais de la Société des auteurs et compositeurs dramatiques de France (SACD), pour son travail de défense du droit d’auteur et de la création.
En novembre 2010, Maidy Teitelbaum présente une toute nouvelle équipe : Natalie Bélanger, issue du secteur de la distribution de films, prend la direction du Festival ; Guilhem Caillard, jeune critique français, devient coordonnateur responsable de la programmation. Ensemble, ils annoncent la 17e édition de novembre 2011 comme "une cuvée impressionnante". Cette même année, le conseil d'administration de l'organisme accueille l'ancienne ministre québécoise des Finances parmi ses membres : Monique Jérôme-Forget. Celle-ci quitte l'organisme en 2014. Cinemania se rapproche alors de la Cinémathèque québécoise, et tisse une nouvelle alliance avec la prestigieuse institution : les rétrospectives et "cycles hommage" s'y déroulent dès 2011.
Désormais, le Festival accueille chaque année un invité d'honneur, qu'il soit réalisateur (Cédric Klapisch en 2011) ou acteur (Sandrine Bonnaire en 2012, Anouk Aimée en 2013, Lambert Wilson en 2014).

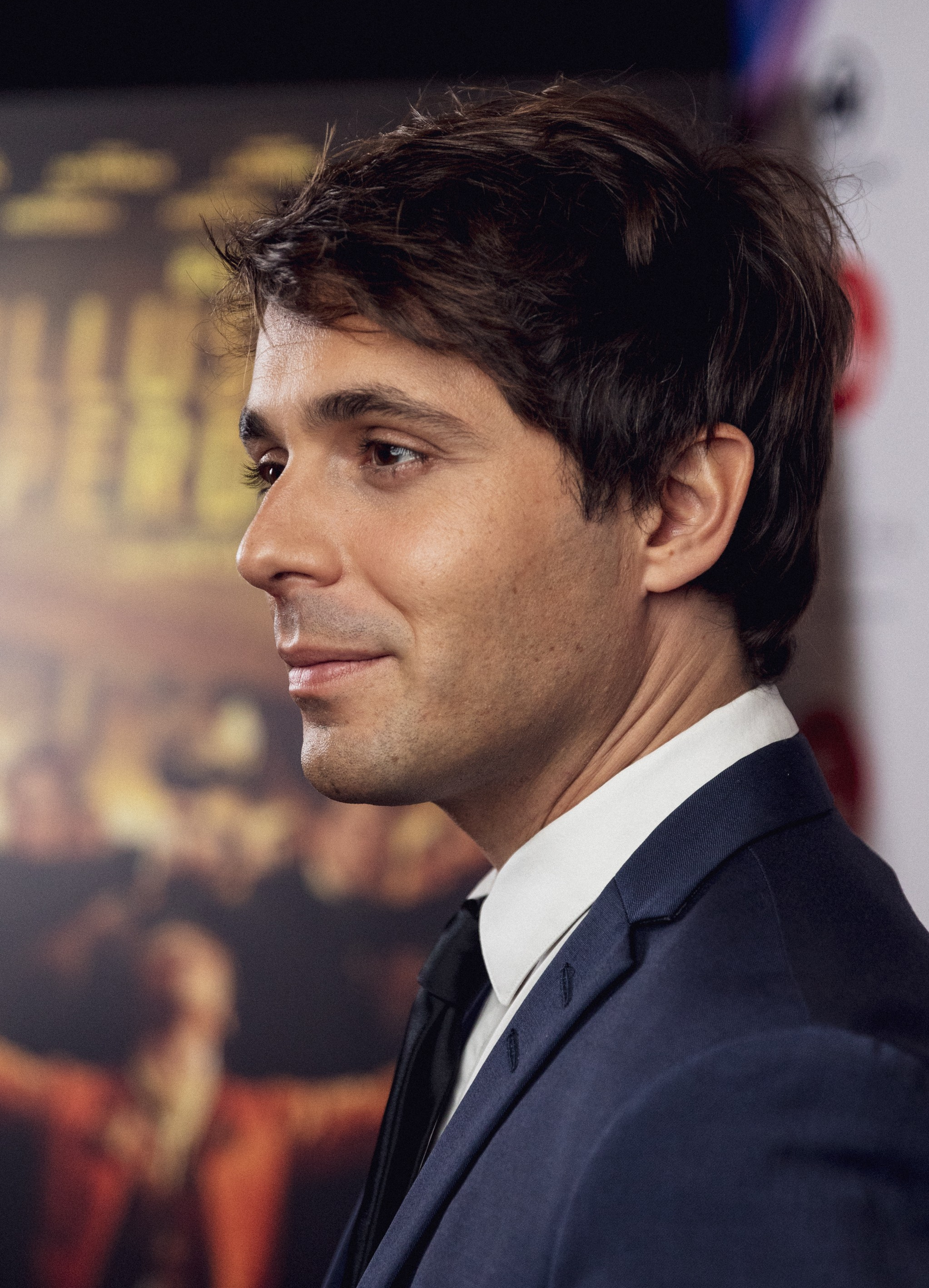
Guilhem Caillard, directeur général et artistique du festival de films Cinemania

### Vingtième anniversaire et nouvelle équipe
En 2014, le Festival célèbre ses vingt ans. Guilhem Caillard devient directeur général de l'événement,. Il annonce rapidement qu'il souhaite intensifier le rapprochement de Cinemania avec l'industrie cinématographique, en particulier les distributeurs de films jouant un rôle majeur dans la diffusion du cinéma français au Canada. Le nouveau directeur de la manifestation estime que Cinemania doit se montrer indispensable dans la mise en marché des films français au Québec, cela afin d'intensifier l'exposition et la durée de vie des films en salles. L'équipe relancent les séances scolaires, en association avec des écoles secondaires montréalaises.
Cinemania poursuit son expansion sur la scène culturelle avec la nomination en avril 2015 de Pierre Roy comme nouveau président du conseil d'administration. Ancien président des chaînes télé d'Astral, cet homme d'affaires a fondé Vrak, Canal D, Canal Vie, Historia, Séries Plus et a reçu le Grand Prix de l’Académie canadienne du cinéma et de la télévision en 2008,.
L'édition 2016, du 3 au 13 novembre, marque une nouvelle étape dans le développement de Cinemania. En collaboration avec la Société de développement des entreprises culturelles et pour la première fois à Montréal après treize années à Paris, les Rencontres de coproduction francophone 2016 (RCF) s'y déroulent du 8 au 11 novembre 2016. Plus de 230 professionnels s'y retrouvent pour participer à des ateliers et conférences au Sofitel Montréal Le Carré Doré et à la Cinémathèque québécoise.
En 2017, au cours de la 23e édition, la fondatrice de Cinemania , Maidy Teitelbaum est promue au rang d'Officier de l'ordre des Arts et des Lettres par le ministère de la Culture français, aux côtés de Monique Simard alors présidente et cheffe de la direction de la SODEC. La distinction est remise au Sofitel Montréal Le Carré Doré par la consule générale de France, Laurence Haguenauer, et en présence de plusieurs personnalités des arts et de la culture du Québec.
Au cours de l'année, le Festival mène plusieurs initiatives : une programmation de films québécois aux États-Unis (Festival Focus on French Cinema, avec l'Alliance française de Greenwich en avril), une saison de projections extérieures gratuites dans les parcs de Montréal, ainsi qu'une programmation de courts-métrages francophones au ComediHa! Fest-Québec.
Pour le 25e anniversaire du festival, le film québécois Antigone de Sophie Deraspe, choix du Canada pour les Oscars, a été présenté en tant que film de préouverture.

### Années 2020
En janvier 2020, Maidy Teitelbaum annonce son départ de l'organisme à titre de fondatrice et se retire intégralement des activités du Festival. L'équipe de Cinemania, toujours dirigée par Guilhem Caillard depuis 2014, demeure en place, dont notamment sa directrice des communications, Anne de Marchis, qui pilote plusieurs campagnes de rediffusion des "films de Cinemania" sur les plateformes numériques de diffusion en ligne (Apple TV, Vimeo).
En parallèle, les organisateurs annoncent de nombreux projets de renforcement de l'organisme et de son rayonnement, notamment l'intégration de courts-métrages au sein de sa sélection et l'initiation d'un virage numérique. Avec l'appui de la SODEC qui devient en 2020 un subventionnaire principal du Festival, Guilhem Caillard annonce vouloir renforcer de façon significative la découvrabilité du cinéma francophone et québécois chez les jeunes ainsi que davantage positionner Cinemania sur l'échiquier international tandis que l'Organisation Internationale de la Francophonie (OIF) fête son cinquantième anniversaire. Pierre Roy devient à nouveau président du Conseil d'administration qui accueille par ailleurs la productrice oscarisée Denise Robert parmi ses nouveaux membres.
La 27e édition de Cinemania est marquée par la création de deux nouvelles sections compétitives respectivement consacrées au cinéma documentaire et aux courts-métrages, avec un gros plan particulier consacré à la création québécoises : les "Soirées du Court québécois", organisées au Théâtre Outremont. Le jury officiel de la Compétition "Visages de la Francophonie" est co-présidé par un couple franco-québécois : la réalisatrice Catherine Corsini et le comédien Rémy Girard.
Le cinéma Impérial doit soudainement fermer ses portes. Des travaux de construction voisins de ce bâtiment classé monument historique ont fragilisé la structure, obligeant le Festival à relocaliser une partie de ses activités, notamment à l'Université Concordia et au Cineplex Quartier Latin. Au cours de la cérémonie de clôture, en présence de nombreux dignitaires, le directeur général Guilhem Caillard a rappelé que "le patrimoine culturel montréalais, que beaucoup nous envient pour sa richesse, est paradoxalement marqué par une grande fragilité. Fragilité qui a été une nouvelle fois mise en lumière, bien malgré nous, au cours de cette 27e édition… L'Impérial accueille depuis le début du siècle dernier de nombreux événements tels que le nôtre. Je m'adresse ici à tous les acteurs du secteur culturel et touristique, comme aux représentants politiques : il faut prendre soin de cette magnifique institution que nous espérons retrouver bientôt.". Malgré ce défi, l'événement en 2021 a globalement remporté un vif succès, rejoignant pas moins de 28 000 spectateurs.
Pour sa 30e édition, le festival Cinemania a dû migrer du Cinéma Impérial au Cinéplex Odéon Quartier Latin en raison de la fermeture temporaire de l’Impérial pour des rénovations majeures. Ce changement de lieu a marqué une transition importante pour Cinemania, qui avait une longue histoire avec cette salle emblématique de Montréal. Toutefois, pour préserver le prestige de ses grands événements, Cinemania a choisi d’organiser ses cérémonies d’ouverture au Monument-National, un autre lieu culturel emblématique de la ville.

### En 2024

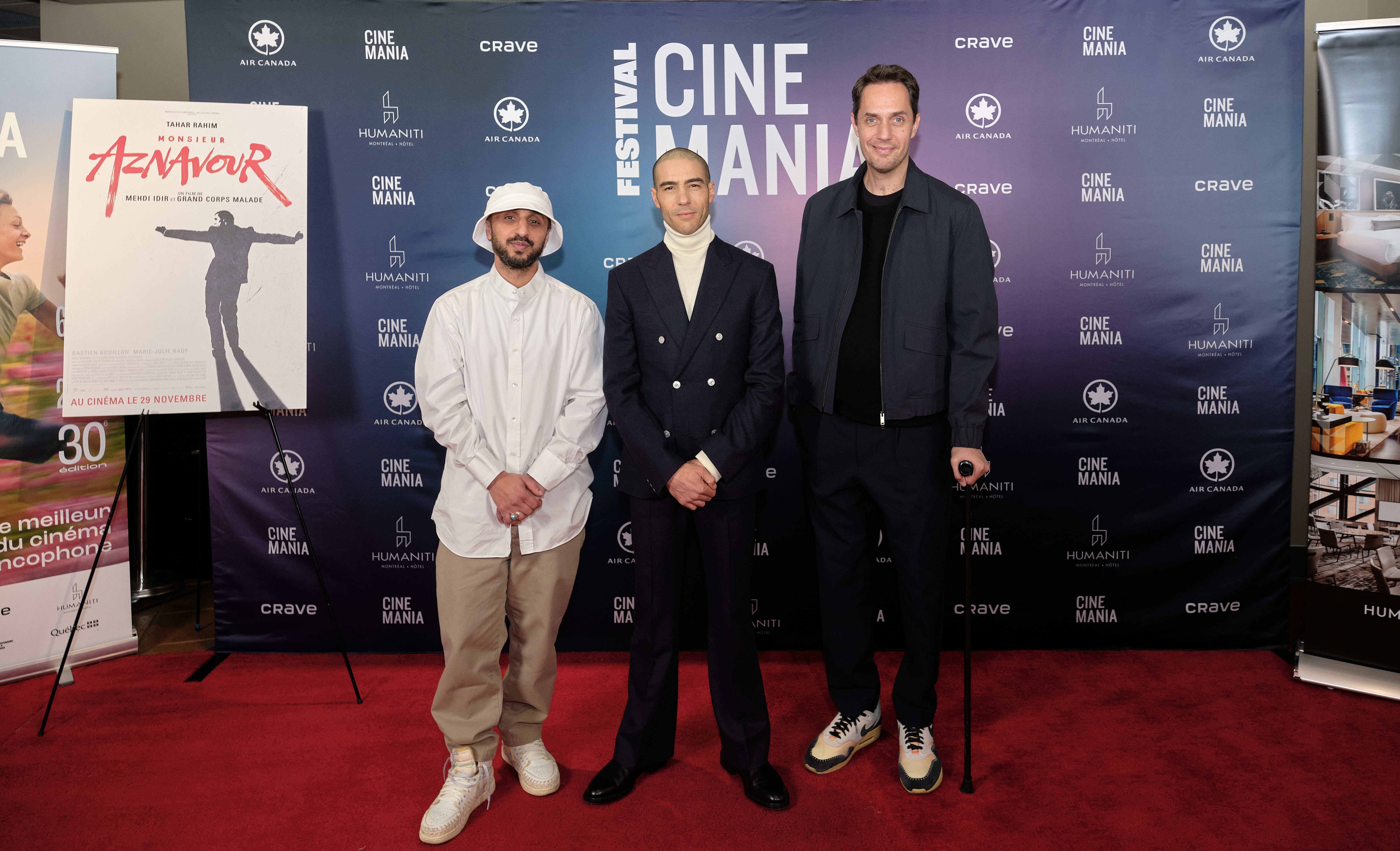
Mehdi Idir, Tahar Rahim et Grand Corps Malade au Festival de films Cinemania en 2024 pour la première nord-américaine de Charles Aznavour

Pour sa 30e édition-anniversaire ayant eu lieu du 6 au 17 novembre 2024, et avec la France pour Pays à l'Honneur , le Festival Cinemania a battu tous ses records d’affluence, avec près de 30% de croissance par rapport à 2023, avec 125 films, 162 projections, et plus de 150 invités internationaux (Tahar Rahim, Grand Corps Malade, Sophie Deraspe, Romain Duris, Julie Gayet, Ken Scott, Charlotte Le Bon, Pier-Luc Funk, Béatrice Dalle...),.

## Le public du festival au fil des années
Après 11 ans au Musée des beaux-arts de Montréal, Cinemania a dû déménager au cinéma Impérial (capacité de 840 places) pour doubler sa capacité d’accueil et ainsi répondre à la demande des cinéphiles. La 12e édition a vu son affluence augmenter de 50 % et la 13e en 2007 a poursuivi son accroissement. De façon générale, la fréquentation est en constante augmentation, ayant aujourd'hui pour effet la multiplication des partenaires diffuseurs : la Cinémathèque québécoise, le Cinéma du Parc... En 2014, la manifestation annonce une assistance record de 25 000 spectateurs qui atteint 27500 l'année suivante en 2015, pour la 21e édition.Parallèlement, Cinemania mène diverses initiatives auprès du jeune public de la région montréalaise. En 2007, le festival a visité les campus universitaires pour rencontrer les étudiants en cinéma et leur offrir la possibilité d’assister à la leçon de cinéma de Bertrand Tavernier et son film Coup de torchon. En 2008, Cinemania étend ses collaborations avec les collèges et convie également les écoles primaires et secondaires francophones comme anglophones à des séances en matinées. En 2009, Cinemania réitère l'expérience auprès des jeunes du secondaire avec des activités pédagogiques s'articulant autour du film Un été sans point ni coup sûr de Francis Leclerc et en offrant la leçon de cinéma de Costa-Gavras aux étudiants universitaires. Depuis, les démarches pédagogiques sont reconduites, avec par exemple la présentation du Voyage de Fanny et de Quand on a 17 ans à des élèves du secondaire, ou encore des classes de maîtres avec les étudiants de l'Institut national de l'image et du son.

## Palmarès

### Prix du public Air Canada (anciennement Mel Hoppenheim)
Cette récompense a été attribuée aux films suivants :
- 1998 : Serial Lover, réalisé par James Huth
- 1999 : La Fille sur le pont, réalisé par Patrice Leconte
- 2000 : Les Destinées sentimentales, réalisé par Olivier Assayas
- 2001 : Quand on sera grand, réalisé par Renaud Cohen
- 2002 : Oui, mais..., réalisé par Yves Lavandier
- 2003 : Ah ! si j'étais riche, réalisé par Michel Munz et Gérard Bitton
- 2004 : 25 degrés en hiver, réalisé par Stéphane Vuillet
- 2005 : Va, vis et deviens, réalisé par Radu Mihaileanu
- 2006 : Comme t'y es belle !, réalisé par Lisa Azuelos
- 2007 : Le Scaphandre et le Papillon, réalisé par Julian Schnabel
- 2008 : Versailles, réalisé par Pierre Schoeller
- 2009 : Le Concert, réalisé par Radu Mihaileanu
- 2011 : Polisse, réalisé par Maïwenn
- 2012 : Ombline, réalisé par Stéphane Cazes
- 2013 : Violette, réalisé par Martin Provost
- 2014 : Diplomatie, réalisé par Volker Schlöndorff
- 2015 : Le Goût des merveilles, réalisé par Eric Besnard
- 2016 : Le Fils de Jean, réalisé par Philippe Lioret
- 2017 : Au revoir là-haut, réalisé par Albert Dupontel
- 2018 : Le Grand Bain, réalisé par Gilles Lellouche
- 2019 : Donne-moi des ailes, réalisé par Nicolas Vanier
- 2020 : Je m'appelle humain, réalisé par Kim O'Bomzawin
- 2021 : Une vie démente, réalisé par Raphaël Balboni et Ann Sirot
- 2022 : Close, réalisé par Lukas Dhont
- 2023 : Kanaval, réalisé par Henri Pardo
- 2024 : En fanfare, réalisé par Emmanuel Courcol

### Prix du meilleur film francophone
- 2012 : Ombline, réalisé par Stéphane Cazes
- 2013 : Tonnerre, réalisé par Guillaume Brac
- 2014 : Elle l'adore, réalisé par Jeanne Herry
- 2015 : Voyage en Chine, réalisé par Zoltan Mayer
- 2016 : La Danseuse, réalisé par Stéphanie di Giusto
- 2017 : Petit Paysan, réalisé par Hubert Charuel[50]
- 2018 : Sofia, réalisé par Meryem Benm'Barek[51]
- 2019 : Camille, réalisé par Boris Lojkine[52]
- 2020 : Je m'appelle humain, réalisé par Kim O'Bomsawin
- 2021 : Freda, réalisé par Gessica Geneus, ex-æquo avec Petite Nature, réalisé par Samuel Theis[53]
- 2022 : Plus que jamais, réalisé par Emily Atef
- 2023 : Le Procès Goldman, réalisé par Cédric Kahn
- 2024 : Vingt Dieux, réalisé par Louise Courvoisier

### Prix du rayonnement pour le meilleur film québécois ou en coproduction
- 2020 : La nuit des rois, réalisé par Philippe Lacôte
- 2021 : Memory Box, réalisé par Khalil Joreige et Joana Hadjithomas
- 2022 : Respire, réalisé par Onur Karaman
- 2023 : Le Successeur, réalisé par Xavier Legrand
- 2024 : Bergers, réalisé par Sophie Deraspe

### Prix du meilleur documentaire
- 2021 : Leur Algérie, réalisé par Lina Soualem
- 2022 : Nous, étudiants ! Réalisé par Rafiki Fariala
- 2023 : Je suis la France, réalisé par Sarah El Attar
- 2024 : Madame Hofmann, réalisé par Sébastien Lifshitz

### Prix du meilleur court-métrage
- 2020 : Landgraves, réalisé par Jean-François Leblanc[54]
- 2021 : 407 Jou, réalisé par Eléonore Coyette
- 2022 : Nuit Blonde, réalisé par Gabrielle Demers,
- 2023 : Angie, réalisé par Anthony Coveney
- 2024 : Un bon garçon, réalisé par Paul Vincent De Lestrade